# Le Gang des BMX
Pour plus de détails, voir Fiche technique et Distribution.
Le Gang des BMX (BMX Bandits, ou Short Wave aux États-Unis) est un film australien réalisé par Brian Trenchard-Smith, sorti en 1983. Il est principalement connu pour la présence de Nicole Kidman dans l'un de ses premiers rôles.

## Synopsis
PJ., Goose et leur copine Judy ne font pas du vélo comme les autres adolescents. Ils le font façon BMX, façon bicross, se risquant à d'incroyables et parfois dangereuses acrobaties. C'est par hasard qu'ils découvrent un paquet à utiliser rempli de talkies-walkies que des gangsters se préparaient à utiliser lors d'un hold-up. Ils revendent les appareils pour financer la construction d'une piste de bicross. Une initiative qui n'est pas vraiment du goût de la police et, encore moins, des malfaiteurs...

## Fiche technique
- Titre : Le Gang des BMX
- Titre original : BMX Bandits
- Réalisation : Brian Trenchard-Smith
- Scénario : Patrick Edgeworth et Russell Hagg
- Musique : Colin Stead et Frank Strangio
- Photographie : John Seale
- Montage : Alan Lake
- Production : Tom Broadbridge et Paul F. Davies
- Société de production : Nilsen Premiere
- Sociétés de distribution : Filmways Australasian Distributors (Australie), Gaumont (France)
- Budget : 1,05 million $A[1]
- Pays :  Australie
- Langue : anglais
- Genre : Aventure, policier et drame
- Durée : 88 minutes
- Dates de sortie : 
  -  Australie : 29 décembre 1983
  -  France : 1er août 1984

## Distribution
- David Argue : Whitey
- John Ley (VF : François Leccia) : Moustache
- Nicole Kidman (VF : Françoise Dasque) :  Judy
- Angelo D'Angelo (VF : Luq Hamet) : P.J.
- James Lugton (VF : Franck Baugin) : Goose
- Bryan Marshall (VF : Alain Dorval) : le Boss
- Brian Sloman : le Bizarre
- Bill Brady : (VF : Claude Joseph) : le sergent
- Steven Gätjen : un figurant (non crédité)

## Accueil
Le film est moyennement accueilli par la critique. Il reçoit le score moyen de 53 % sur Metacritic. 
Au box-office, l'organisme cinématographique australien Film Victoria estime que le film  a engrangé 124 649 $A, tandis que d'après le réalisateur, le film aurait rapporté 1 000 000 $A en six semaines d'exploitation à sa sortie initiale sur le territoire australien. Il est certain que le rapport de Film Victoria sous-estime les chiffres, car à une échelle relative, le film a eu du succès et a sûrement généré plus de recettes que ne le prétend le rapport - le rapport indique que le remake de 1983 de Bush Christmas, dans lequel joue également Nicole Kidman, a rapporté 122 035 $ exactement à la même période.
Le film a très bien marché au Royaume-Uni, surtout en province, et a connu du succès au Japon. Aux États-Unis, il a bénéficié d'une petite distribution par un petit distributeur après un essai dans l'Utah, et n'a pas eu de succès à l'échelle mondiale. À l'échelle internationale, il a été vendu dans un grand nombre de territoires, mais selon le producteur Tom Broadbridge, il a eu du mal à faire des bénéfices.
Il totalise 103 303 entrées en France et 236 998 en Espagne.